# Wijngaardberg (natuurgebied)
Wijngaardberg is een natuurgebied gelegen op de gelijknamige heuvel in de Belgische gemeente Rotselaar. Het gebied bestaat uit verschillende percelen op de flanken van de heuvel die aangekocht werden door Natuurpunt. Het gebied wordt ook door Natuurpunt beheerd. Het beheer is vooral gericht op het openmaken van de opnieuw verboste heide. Door maaien, kappen en begrazen worden open plekken vrij gehouden. Het gebied is Europees beschermd als onderdeel van Natura 2000-gebied 'Valleien van de Winge en de Motte met valleihellingen' (habitatrichtlijngebied BE2400012). 

## Afbeeldingen

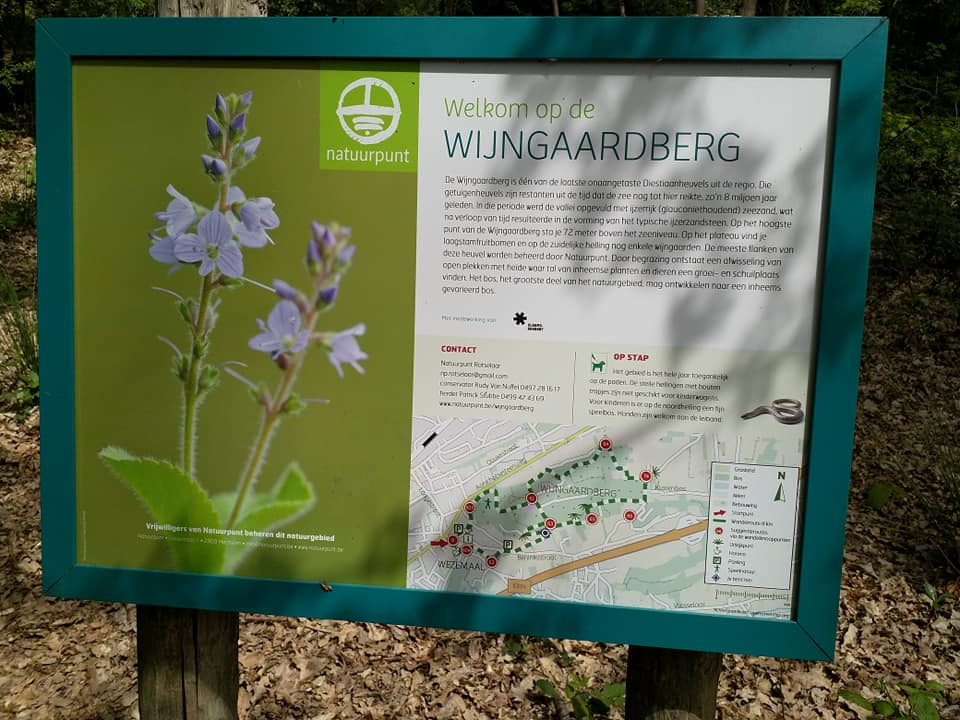
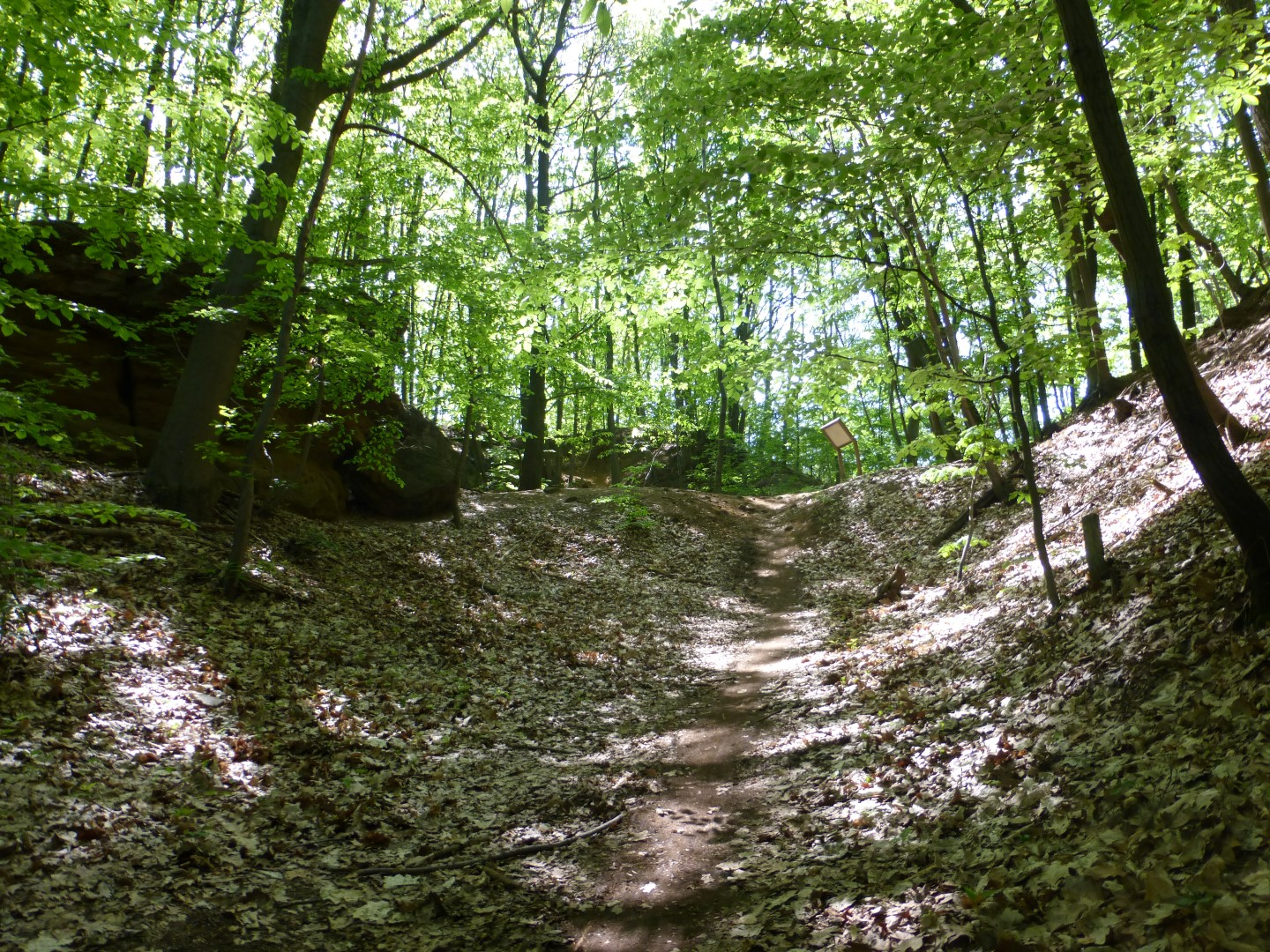
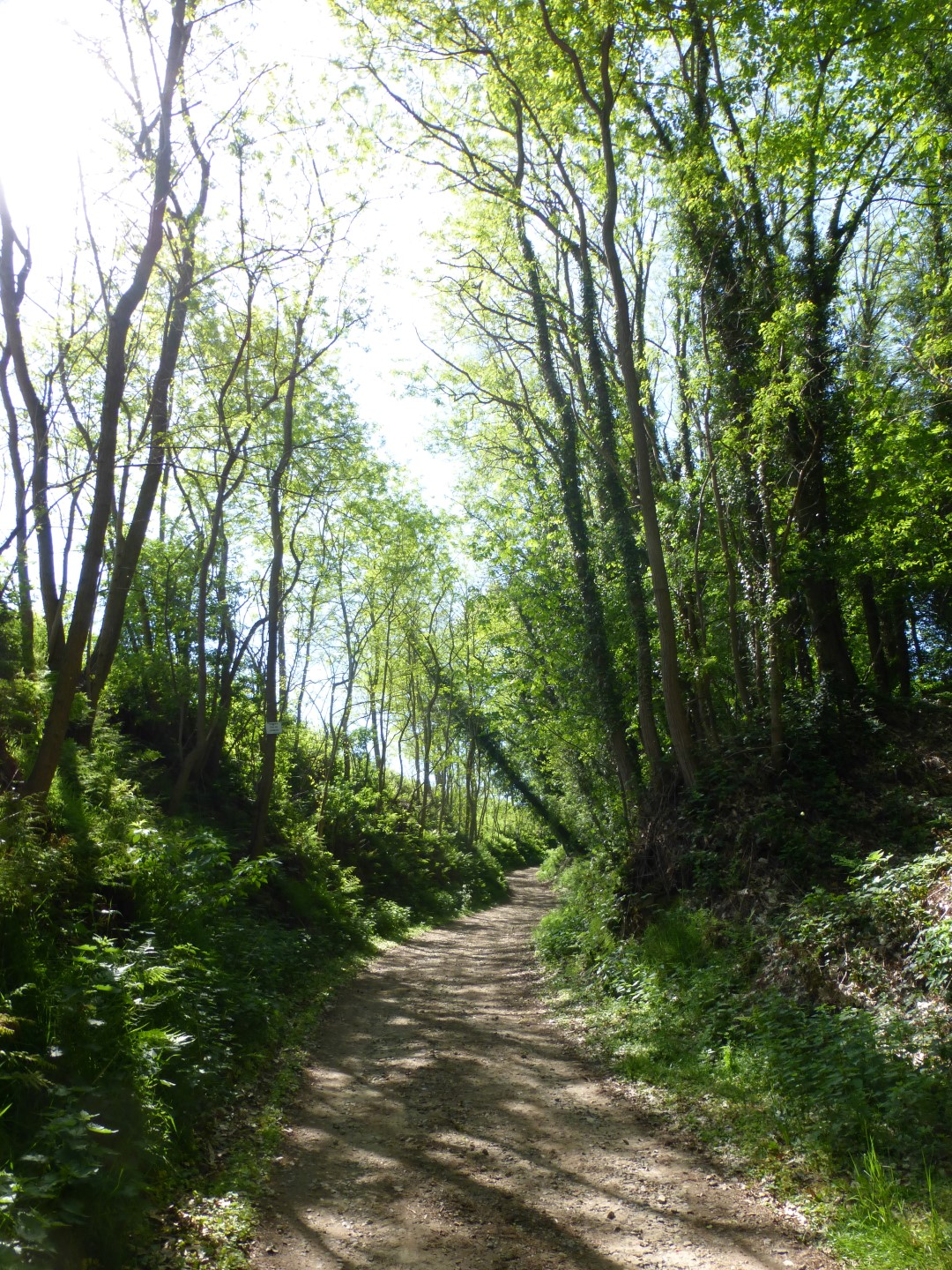